# 马扎尔纳道尔尧
马扎尔纳道尔尧（匈牙利語：Magyarnádalja）是匈牙利沃什州所辖的一个村，总面积3.85平方公里，总人口219，人口密度56.9人/平方公里（2010年1月1日）。